# Grandview Plaza
Grandview Plaza es una ciudad ubicada en el de condado de Geary en el estado estadounidense de Kansas. En el año 2010 tenía una población de 1560 habitantes y una densidad poblacional de 709,09 personas por km².

## Geografía
Grandview Plaza se encuentra ubicada en las coordenadas 39°1′52″N 96°47′41″O / 39.03111, -96.79472 (39.031249, -96.794751).

## Demografía
Según la Oficina del Censo en 2000 los ingresos medios por hogar en la localidad eran de $31,033 y los ingresos medios por familia eran $32,368. Los hombres tenían unos ingresos medios de $26,058 frente a los $17,344 para las mujeres. La renta per cápita para la localidad era de $13,022. Alrededor del 13.3% de la población estaban por debajo del umbral de pobreza.